# Gare de Montélimar
Gare de Montélimar vasútállomás Franciaországban, Montélimar településen.

## Vasútvonalak
Az állomást az alábbi vasútvonalak érintik:
- Párizs–Marseille-vasútvonal

## Kapcsolódó állomások
A vasútállomáshoz az alábbi állomások vannak a legközelebb:
- Gare de Loriol
- Gare de Donzère
- Gare de Valence-Ville (TER 10)
- Gare de Pierrelatte (TER 10)